# Beta brasiliensis
Beta brasiliensis är en amarantväxtart som beskrevs av Hort.. Beta brasiliensis ingår i släktet betor, och familjen amarantväxter. Inga underarter finns listade i Catalogue of Life.